# Christoph Wagner (Kochbuchautor)
Christoph Wagner (* 23. Mai 1954 in Linz; † 17. Juni 2010) war ein österreichischer Journalist und Publizist, der vor allem durch seine Kochbücher und Krimis bekannt wurde. Darüber hinaus war er Gastrosoph und Gastrokritiker, nachdem er seine Karriere ursprünglich als Kabarett- und Theaterautor bzw. als Theaterkritiker begonnen hatte.

## Leben

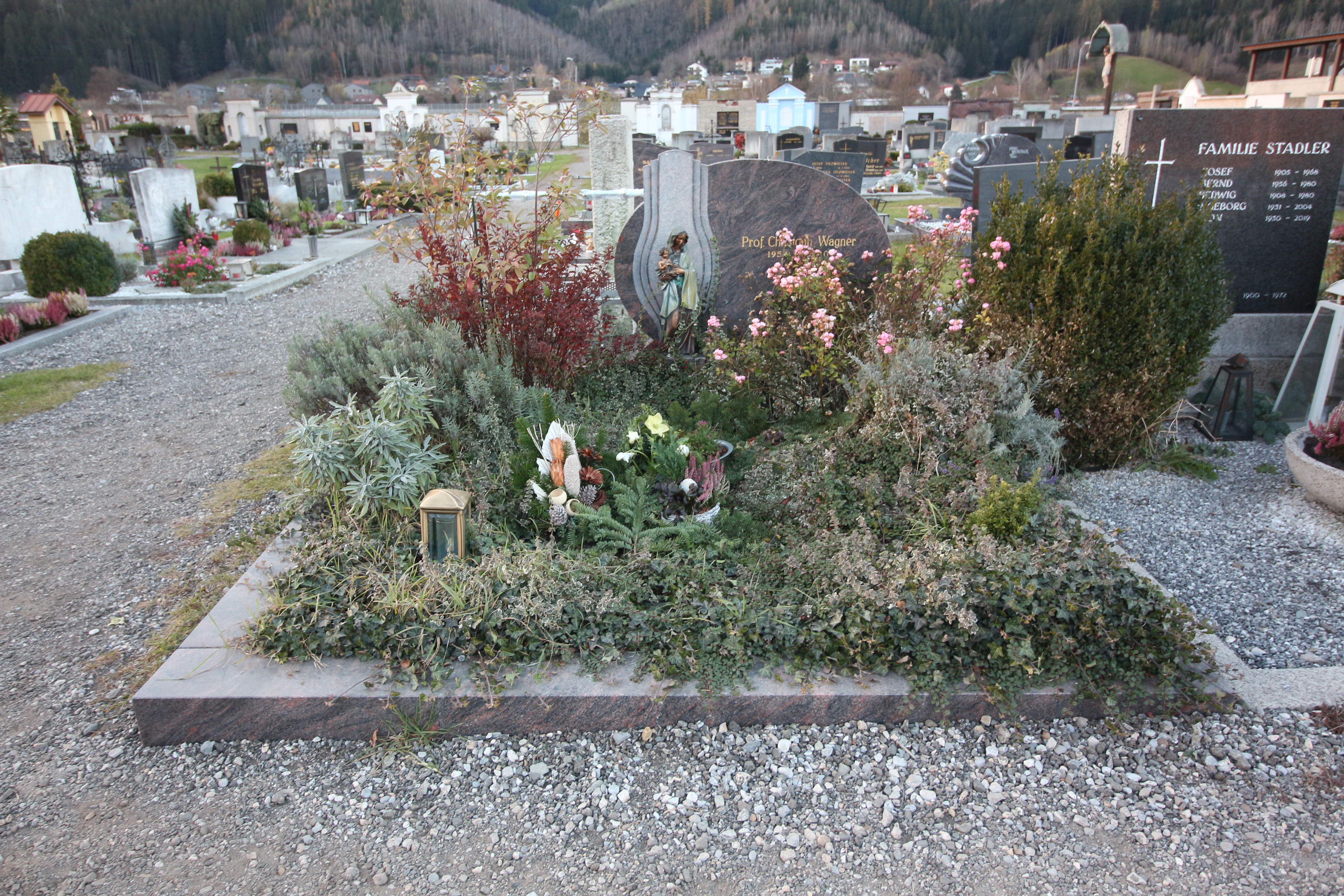
Grab von Christoph Wagner am Friedhof von Kindberg (2024)

Christoph Wagner studierte Germanistik, Anglistik und Kulturelles Management an der Universität Wien und hospitierte (unbezahltes Praktikum) bei Peter Zadek, Rudolf Noelte und Jérôme Savary in Wien und Bochum. Er betätigte sich als Autor zahlreicher Kabarettprogramme sowie als Theaterautor.
Eine Leseaufführung von Johanna oder wie man einen Krieg gewinnt nach Voltaire (1980) erfolgte in Hans Gratzers Schauspielhaus, die Uraufführung von Attentäter am Wiener Ensembletheater (1981) sowie von Strindberg lebt hier nicht mehr im Theater am Petersplatz (1983). Von 1979 bis 1983 arbeitete er als Theaterkritiker, ab 1981 auch als Kulturchef beim Wiener Extrablatt (zunächst als Kollege, dann als Nachfolger Christoph Ransmayrs).
Nach der Einstellung des Extrablatts wechselte er in die damals entstehende Lifestyle-Redaktion des Kurier und schrieb dort von 1984 bis 1994 eine wöchentliche Restaurant-Kolumne. Gleichzeitig arbeitete er zwischen 1984 und 1998 als Chefredakteur von Gault Millau Österreich und gründete 1989 das Gault-Millau Magazin. Wagner schrieb neben zahlreichen Essays und Features zu Kultur- und Reisethemen meist zu kulinarischen Themen.
Seit seiner 1998 erfolgten Trennung von Guide Gault-Millau war Christoph Wagner Herausgeber des jährlich erscheinenden Gastronomieführers Wo isst Österreich?; das Werk wurde nach seinem Tod von seiner Ehefrau Renate Wagner-Wittula weitergeführt und trägt heute den Titel Wirtshausführer. Außerdem verfasste Wagner Gourmetkolumnen in den Zeitschriften Profil (1996–2006), NEWS (ab 2006) und Gusto; weiters begründete und betreute er die Gourmet-Kritik- und Diskussionsplattform www.speising.net. Insgesamt verfasste er über 140 zu kulinarischen und kulturhistorischen Themen, darunter einige der meistverkauften Kochbücher des Landes.
Außerdem publizierte er (vor allem in den 1990er Jahren) auch in Zeitungen und Zeitschriften, und zwar von GEO und Merian über Wiener Zeitung und FAZ bis zum Tages-Anzeiger. Gemeinsam mit dem Vinaria-Chefredakteur Peter Schleimer verantwortete Christoph Wagner auch als Chefredakteur die ab 2006 halbjährlich erschienene Zeitschrift Vinaria Gourmet. Im Jahr nach dem Ableben vom Christoph Wagner wurde dieses Format eingestellt und die Gourmet-Themen wurden in das Vinaria-Magazin integriert.
Wagner war Vater von zwei Töchtern. Er lebte in Wien, Linz und Kindberg.
Am 17. Juni 2010 starb Wagner überraschend im Alter von 56 Jahren nach einem kurzen Krebsleiden.

## Auszeichnungen
- 1995: Goldenes Buch des Hauptverbands des österreichischen Buchhandels für 150.000 verkaufte Exemplare von Die gute Küche (1994, bis 2008 600.000 verkaufte Exemplare)
- 1995: Steinfederpreis
- 2001: Goldenes Ehrenzeichen für Verdienste um die Republik Österreich
- 2004: Einen Gourmand World Cookbook Award für das beste Regionalkochbuch der Welt, Tirol kocht!, und einen weiteren für Drei Damen und mein Herd als bestes literarisches Kochbuch im deutschsprachigen Raum
- 2004: Silbermedaille der Gastronomischen Akademie Deutschlands für das Dessertkochbuch Die süße Küche
- 2004: Donauland Sachbuchpreis Danubius[10]
- 2007: Verleihung des Berufstitels Professor

## Werke

### Kochbücher (Auswahl)
- Die gute Küche. Das österreichische Standardkochbuch (mit Ewald Plachutta). Orac, Wien 1993, ISBN 3-7015-0310-9
- Alles was Gott erlaubt hat. Die kulinarische Bibel. Essen & Trinken im Alten & Neuen Testament. Brandstätter, Wien 1994, ISBN 3-85447-507-1
- Fast schon Food. Die Geschichte des schnellen Essens. Campus, Frankfurt am Main 1995, ISBN 3-593-35346-6
- Männer an den Herd. Wie man Frauen und Töchter einkocht. Deuticke, Wien 1997, ISBN 3-216-30286-5
- Vom Neujahrsschwein zur Weihnachtsgans. Ein kulinarischer Brauchtumskalender. Pichler, Wien 1998, ISBN 3-85431-170-2
- Paris. Ein musikalisch-kulinarischer Streifzug. Buch + CD. Mosaik, München 1999, ISBN 3-576-11292-8
- Die gute Küche. Teil 2 (mit Ewald Plachutta). Brandstätter, Wien 2002, ISBN 3-85498-145-7
- Die Süße Küche. Das österreichische Mehlspeiskochbuch (mit Toni Mörwald). NP, St. Pölten 2003; Residenz, Salzburg 5. A. 2009, ISBN 978-3-7017-3165-7
- Tirol kocht! (mit Lois Hechenblaikner und Karin Longariva). Brandstätter, Wien 2003, ISBN 3-85498-296-8
- Drei Damen und mein Herd. Rezepte und Geschichten aus dem Leben eines Genießers. Deuticke, Wien 2004, ISBN 3-216-30723-9
- Die Mittelmeerküche (mit Franz Haslauer). Pichler, Wien 2004, ISBN 3-85431-331-4
- Genuss rund um Wien. Der Weekend-Guide für Kultur & Kulinarik. Pichler, Wien 2006, ISBN 3-85431-397-7
- Die asiatische Küche (mit Kim Sohyi). Pichler, Wien 2007, ISBN 978-3-85431-431-8
- Friaul-Kochbuch. Carinthia, Klagenfurt 2007, ISBN 978-3-85378-619-2
- Die oberösterreichische Küche. 500 klassische Rezepte (mit Ingrid Pernkopf). Styria, Graz 2007, ISBN 978-3-7012-0032-0
- Gewissens-Bissen. Tierethik und Esskultur (mit Eva Maria Maier und Rudolf Winkelmayer). Löwenzahn, Innsbruck 2008, ISBN 978-3-7066-2420-6
- Kronländer Kochbuch. 450 altösterreichische Rezepte (mit Adi Bittermann). Pichler, Wien 2008, ISBN 978-3-85431-465-3
- Adria-Kochbuch. Carinthia, Klagenfurt 2009, ISBN 978-3-85378-636-9
- Austro Tapas. 250 raffinierte einfache Rezepte (mit Toni Mörwald und Jörg Wörther). Löwenzahn, Innsbruck 2009, ISBN 978-3-7066-2434-3
- Österreichische Lieblingsspeisen. Über 500 köstliche Rezepte aus allen 9 Bundesländern (mit Renate Wagner-Wittula). Löwenzahn, Innsbruck 2009, ISBN 978-3-7066-2437-4

### Krimis
- Schattenbach. Ein Carozzi-Krimi. Kremayr und Scheriau, Wien 2002; Haymon, Innsbruck 2009, ISBN 978-3-85218-809-6.
- Gefüllte Siebenschläfer. Ein Carozzi-Krimi. Haymon, Innsbruck 2007, ISBN 978-3-85218-542-2.
- Muj und der Herzerlfresser von Kindberg. Ein Südbahn-Krimi. Haymon, Innsbruck 2010, ISBN 978-3-85218-826-3.
- Das Apfelhaus. Mario Carozzis mysteriöse Erlebnisse im Innern Europas. Haymon, Innsbruck 2011, ISBN 978-3-85218-688-7 (gebundene Ausgabe: 140 Seiten).